# Sindora coriacea
Sindora coriacea là một loài thực vật có hoa trong họ Đậu. Loài này được (Baker) Prain miêu tả khoa học đầu tiên.